# The Big Year
The Big Year er en amerikansk komediefilm med Owen Wilson, Steve Martin, Jack Black, Rashida Jones, Anjelica Huston, Dianne Wiest, JoBeth Williams, Jim Parsons, Brian Dennehy, Rosamund Pike og Tim Blake Nelson i hovedrollerne. The Big Year er instrueret af David Frankel og skrevet af Howard Franklin. Filmen er baseret på bogen The Big Year: A Tale of Man, Nature and Fowl Obsession som blev skrevet af Mark Obmascik.
Optagelserne begyndte den 3. maj 2011 og filmen blev udgivet i USA 14. oktober 2011 i USA.

## Medvirkende
- Owen Wilson som Kenny Bostick
- Steve Martin som Stu
- Jack Black som Brad Harris
- Rashida Jones som Carol
- Anjelica Huston
- Jim Parsons som Crane
- Rosamund Pike som Barbara
- JoBeth Williams som Charlyn
- Brian Dennehy som Martin Harris
- Dianne Wiest
- Anthony Anderson som Bill Clemens
- Tim Blake Nelson
- Kevin Pollak
- Joel McHale som Skeeter Yablans

## Produktion
The Big Year er at filmet i en række steder i Canada og USA, herunder Tofino, British Columbia, Osoyoos, British Columbia, Vancouver, British Columbia og Attu Island i Canada og Atlanta, Georgia i USA og i New York City.